# Verizon Tennis Challenge 2001 - Qualificazioni doppio
Le qualificazioni del doppio  del Verizon Tennis Challenge 2001 sono state un torneo di tennis preliminare per accedere alla fase finale della manifestazione. I vincitori dell'ultimo turno sono entrati di diritto nel tabellone principale. In caso di ritiro di uno o più giocatori aventi diritto a questi sono subentrati i lucky loser, ossia i giocatori che hanno perso nell'ultimo turno ma che avevano una classifica più alta rispetto agli altri partecipanti che avevano comunque perso nel turno finale.
Le qualificazioni del doppio del torneo Verizon Tennis Challenge 2001 prevedevano 4 coppie partecipanti di cui una è entrata nel tabellone principale.

## Teste di serie
1. James Blake /  Justin Gimelstob (ultimo turno)

1. Paul Rosner /  Mitch Sprengelmeyer (primo turno)

## Tabellone

### Legenda
| - Q = Qualificato - WC = Wild card - LL = Lucky loser | - ALT = Alternate - SE = Special Exempt - PR = Protected Ranking | - w/o = Walkover - r = Ritirato - d = Squalificato |

|  | Primo turno | Primo turno                     | Primo turno                     | Primo turno | Primo turno |  |  | Ultimo turno | Ultimo turno                 | Ultimo turno | Ultimo turno | Ultimo turno |  |
|  |             |                                 |                                 |             |             |  |  |              |                              |              |              |              |  |
|  | 1           | James Blake Justin Gimelstob    | 6                               | 6           | 6           |  |  |              |                              |              |              |              |  |
|  |             | Robby Ginepri Edward Jacques    | 7                               | 2           | 4           |  |  | 1            | James Blake Justin Gimelstob | 6            | 3            | 5            |  |
|  |             | Julian Knowle Lorenzo Manta     | Julian Knowle Lorenzo Manta     | 7           | 6           |  |  |              | Julian Knowle Lorenzo Manta  | 3            | 6            | 7            |  |
|  | 2           | Paul Rosner Mitch Sprengelmeyer | Paul Rosner Mitch Sprengelmeyer | 65          | 4           |  |  |              |                              |              |              |              |  |